# サン・フローロ
サン・フローロ（イタリア語: San Floro）は、イタリア共和国カラブリア州カタンザーロ県にある、人口約700人の基礎自治体（コムーネ）。

## 地理

### 位置・広がり

#### 隣接コムーネ
隣接するコムーネは以下の通り。
- ボルジャ
- カラッファ・ディ・カタンザーロ
- カタンザーロ
- コルターレ
- ジリファルコ
- マイダ